# Phare de Bass Harbor
Le phare de Bass Harbor est un phare érigé à l'entrée du havre de Bass Harbor, au sud-est de l'île des Monts Déserts, dans l'État du Maine. Il est situé à l'extrémité la plus méridionale de l'île.
Il est inscrit au Registre national des lieux historiques depuis le 21 janvier 1988.

## Histoire
L’histoire du phare de Bass Harbour Head remonte à 1855, date à laquelle il fut déterminé qu’il y avait suffisamment de place pour un phare à l’embouchure de Bass Harbour. En 1885, le Congrès américain affecta 5.000 dollars à la construction du phare. En 1876, la construction d’un bâtiment à corne de brume est achevée. Une cloche de brouillard beaucoup plus grosse de 1800 kg a été placée à l'intérieur de la tour en 1898. La maison du gardien de phare a conservé sa configuration d'origine. En 1902, un entrepôt à pétrole en brique fut construit au nord-ouest du phare.
La lentille de Fresnel de cinquième ordre d'origine est remplacée en 1902 par une plus grande quatrième ordre. Cet objectif a été fabriqué par la société française Henry Lepaute. Cet objectif reste en service aujourd'hui.

## Description
Construit en brique sur des fondations en pierres, le phare de Bass Harbor se présente comme une tour cylindrique qui atteint 10 mètres de hauteur, avec une galerie et une lanterne. La tour est peinte en blanc et la lanterne est noire. Son feu à occultations émet, à une hauteur focale de 17 mètres, un éclat rouge visible jusqu'à 13 milles nautiques (environ 24 km).

### Caractéristiques dufeu maritime
Fréquence  : 4 secondes (R)
- Lumière : 3 secondes
- Obscurité : 1 seconde

Identifiant : ARLHS : USA-041 ; USCG : 1-2335 - Amirauté : J0054  .

## Visite
La maison du gardien est aujourd'hui occupée par un employé de la Garde côtière et sa famille. Le phare ne se visite pas.
|                                              |
| Le phare de Bass Harbor au coucher de soleil |

|             |
| La lanterne |